# Piper san-miguelense
Piper san-miguelense là một loài thực vật thuộc họ Piperaceae. Đây là loài đặc hữu của Ecuador.